# 치과의사 모녀 살인 사건
치과 의사 모녀 살인 사건(齒科醫師母女殺人事件)은 대한민국의 서울특별시에서 한 치과의사 여성과 그 미성년 딸이 살해당한 살인사건이다. 대한민국 법 체계와 낙후된 법의학 수준을 적나라하게 드러냈을 뿐 아니라, 사형 제도의 존폐에 대한 논란까지 불러 일으킨 사건이다.
이도행은 외과의사로, 사망한 치과의사 여성의 남편이었는데, 피고인으로서 만 7년 8개월 동안 사형(1심, 1996년 2월) → 무죄(2심, 1996년 9월) → 유죄 취지로 파기 환송(대법원 상고심, 1998년 11월 13일) → 무죄(고법 파기 환송심, 2001년 2월) → 무죄(대법원 재상고심, 2003년 2월) 등으로 여러 차례 판결이 뒤집어지는 상황을 겪었다.

## 사건 개요
1995년 6월 12일 아침 서울특별시 은평구 불광동 한 아파트의 외과전문의 이도행 가족의 집에서 원인 모를 흰 연기가 새어나오자, 인근 주민이 바퀴벌레 약을 뿌리는 줄 알고 경비실에 항의했다. 경비원 조 모 씨가 단지 내 전화(인터폰)로 연락을 해도 해당 집에서 응답이 없자, 오전 9시 7분경 철제 방범창을 뜯어내고 해당 집 내부를 살폈다. 그제야 화재때문에 연기가 발생했음을 발견한 경비원이 소방서에 신고하였고, 오전 9시 30분경에 도착한 소방관들은 10여 분 만에 불을 껐다.
소방관들은 현장을 살펴보다가 이도행의 배우자(31세)와 딸(2세)이 죽은 채로 욕조에 떠 있는 것을 발견하였다. 이 때 이도행은 출근한 상태였다. 공교롭게도 이 사건이 발생한 날은 이도행(33세)이 개인 외과병원을 개원하는 날이었다. 이도행의 배우자는 치과의사였다. 화재는 안방의 장롱에서 시작되었으며 장롱 등만 태웠을 뿐 크게 번지지 않은 상태였다. 훗날 이 화재는 재판 과정에서 중요한 역할을 하게 된다.

## 재판 과정
이도행은 아내와 딸을 살해한 혐의로 1995년 9월 2일 구속되었다. 검찰(담당검사:안원식, 박상우) 측의 주장은 이도행이 출근하기 전인 오전 7시 이전에 아내와 딸을 살해하고 범행 시간 추정 등 수사에 혼선을 주기 위해 욕조에 뜨거운 물을 받아서 시신을 물에 담근 다음, 서서히 불이 타도록 장롱에 불을 지르고 출근했다는 것이다. 이에 대해 변호인 측은 이도행이 출근한 오전 7시 이후에 살인 사건이 일어났다고 주장했다. 게다가 목격자도 없고 지문, 혈흔 등 직접 증거가 될 만한 것은 아무것도 없다는 것을 지적했다. 결국 이 사건은 실제 사망 시간이 언제인지, 불은 언제 질렀는지가 가장 중요한 쟁점이 되었다.
경찰은 사건을 해결하기 위한 여러 단서들을 수집하는 초동 수사에 있어 많은 허점을 보였다. 일례로 발견 당시 사체와 욕조 물의 온도를 재는 기본적인 조사조차 시행하지 않아, 살해 시점을 추정할 수 있는 결정적인 증거를 놓치기도 했다. 결국 변호인단은 스위스의 법의학자 토마스 크롬페처(Thomas Krompecher) 교수를 증인으로 내세워 검찰에서 주장한 법의학적 자료는 증거 효력이 부족하다는 것을 밝혔고, 모의 화재 실험에서도 화재가 오전 7시 이후에 일어났을 가능성이 높음을 보였다. 결국 이런 정황들이 모두 인정되어 최종적으로 이도행은 무죄 판결을 받았고 현재 사건은 미해결 상태로 남아 있다. 이 사건은 한국판 OJ심슨 사건으로 회자되기도 했는데, 간접 증거와 정황 증거 등으로 볼 때 이도행이 범인이라는 심증은 충분하지만 직접적인 증거를 확보하지 못해 무죄로 풀려난 OJ심슨과 유사한 사건이라는 점 때문이었다.
이 사건은 사건 초기 법의학적인 증거 수집이 미흡하여 미해결 상태에 빠진 사례로 유명하다. 특히 언론에서도 냉정하게 사건을 접근하지 않고 '한국판 OJ 심슨 사건'이라며 선정적으로 보도하는 모습을 보였다. 이 사건은 결국 1996년 듀스 김성재 사망 사건과 같이 과학적이고 합리적인 수사가 필요함을 시사해 준 사례로 남게 되었다. 본 사건의 2심 재판부터 최종 대법원 재상고심 재판까지 변호를 맡았던 김형태 변호사는 한 남자의 목숨을 담보로 한 8년간의 지루한 싸움은 승리로 끝났으나 '이것이 정말 승리일까? 남자는 정말 행복할까?'라는 질문에 '모르겠다'라는 소회를 밝혔었다.

## '무죄' 용어에 대한 비판
'무죄(無罪)'의 의미가 '죄가 없음'으로 인해 용어의 부적절성을 지적한다. 증거재판주의 제도 아래에서는 수사 중 물증을 확보하지 못하거나 변호인들의 증거 무효성 주장에 대해 검사가 이를 방어하지 못하면 '무죄'의 판결이 성립된다. OJ심슨 사건이나 이번 사건처럼 심증적으로 살인의 동기가 충분하고 정황상 명백하더라도, 미숙한 대처로 물증을 확보하지 못했거나 증거의 유효성 입증에 실패하면 '죄가 없음'이 되는 것인 바, 이는 단지 '유효한 물증이 없어서 형벌을 논할 수 없는 것' 뿐이지 이미 사망한 피살자 외에는 그 누구도 '진실'을 판단할 수 없음에도 '무죄'라는 용어를 사용하여 판결을 내리는 것은 실제적 진실을 바탕으로 결백을 인정한 판결로 오해할 소지가 계속 남아 있다. 실제로도 대법원에서 증거 부족으로 '무죄'가 확정된 살인 사건이 나중에 실제 살인을 저지른 것으로 밝혀진 사례가 있다.